# Kälteschockregulation

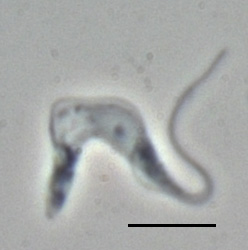
Phasenkontrastaufnahme eines Trypomastigoten; Balken 10 µm

Die Kälteschockregulation ist ein lebensnotwendiger Mechanismus des Überträgers der Schlafkrankheit (Trypanosoma brucei), um sich auf einen Wirtswechsel zwischen dem Menschen und der Tse-Tse-Fliege anzupassen.

## Erläuterung
Der Einzeller Trypanosoma brucei ist ein wichtiger Parasit und Überträger der berüchtigten Schlafkrankheit, die hauptsächlich in wärmeren, subtropischen Gebieten verbreitet ist. Die Krankheit wird von der Tse-Tse-Fliege übertragen.
Der Parasit befindet sich dabei zunächst in der Speicheldrüse des Zwischenwirts und wird durch Stechen ins menschliche Blut übertragen. 
Dabei durchläuft er einen extremen Temperaturanstieg von 17 °C, da die Speicheltemperatur in der Fliege nur 20 °C und die Körpertemperatur des Menschen 37 °C betragen. Um sich auf die veränderte Umwelt anzupassen, besitzt er einen Mechanismus, der als Kälteschock bezeichnet wird.
Dieser Mechanismus wird aktiv, sobald der Parasit wieder vom Zwischenwirt aufgenommen wird.
Durch den Temperatursturz entstehen neue Oberflächenproteine, alle anderen Funktionen bleiben erhalten. 
Die Gene, welche die Oberflächenstruktur des Parasiten bei 20 °C bilden, besitzen an ihrem 3’Ende eine spezielle Sequenz. Diese weist nach der Transkription, bei der die DNA in RNA umgeschrieben wird, eine dreidimensionale Struktur auf, die sich stark unterscheidet, je nachdem ob sich der Parasit im Blut oder im Speichel aufhält. Die Struktur dieser sonderbaren RNA führt dazu, dass sie nur im Speichel des Zwischenwirts weiter in Proteine umgeschrieben wird und die neue Oberfläche des Parasiten bildet. Bei 37 °C werden mit dieser RNA allerdings keine neuen Proteine synthetisiert und die alte Oberflächenstruktur bleibt bestehen.
Durch diese einseitige Bildung von Proteinen ist ein gleichzeitiges Überleben in beiden Lebensräumen gewährleistet.